# Buluagung (Karangan)
Buluagung is een bestuurslaag in het regentschap Trenggalek van de provincie Oost-Java, Indonesië. Buluagung telt 2613 inwoners (volkstelling 2010).